# Maggie Hamilton
Margaret Hamilton (1 de setembro 1867 – 31 de janeiro de 1952) foi uma artista escocesa conhecida por seu trabalho com pinturas e bordados.

## Biografia
Hamilton nasceu em Glasgow e cresceu em Helensburgh depois que sua família se mudou para lá. Embora ela não tivesse nenhum treinamento formal em arte, Hamilton se associou aos Glasgow Boys através de seu irmão mais velho, James Whitelaw Hamilton. Em 1883, enquanto estava com seu irmão em Cockburnspath, onde os Glasgow Boys passavam os verões, Hamilton foi convidada a ajudar a mãe de James Guthrie com tarefas domésticas.  Guthrie posteriormente pintou vários retratos de Hamilton, mais notavelmente seu retrato de grupo de diploma de 1892, Midsummer.[carece de fontes?]
Em 1897, Hamilton casou-se com o arquiteto Alexander Nisbet Paterson, irmão mais novo do artista James Paterson. A casa da família, The Long Croft, foi projetada por Paterson e decorada por Hamilton no estilo Artes e Ofícios, com figuras e desenhos florais e bordados. Já há um tempo, Hamilton vinha produzindo pinturas a óleo de flores, mas também começou a pintar composições de natureza morta. No final da década de 1890, seus bordados de seda chinesa eram apreciados por muitos.
Ao longo de sua carreira, Hamilton teve mais de noventa obras exibidas no Real Instituto de Belas Artes de Glasgow, e mais de quarenta na Academia Real Escocesa. Ela era membro da Sociedade das Mulheres Artistas de Glasgow e serviu dois mandatos de três anos como vice-presidente.
Hamilton e Paterson tiveram dois filhos juntos, incluindo a artista Viola Paterson. Em 1977, a Galeria Belgrave de Londres realizou uma exposição coletiva de trabalhos de membros da família Paterson que incluía um grande bordado de Hamilton, no qual ela havia trabalhado por cinco anos. O Museu e Galeria de Arte de Kelvingrove possui exemplos de seu trabalho.